# Kyrenia
Kyrenia (en turc : Girne ; en grec : Κερύνεια / Kerýneia) est une ville et un port situé dans le nord de l'île de Chypre, face à la Turquie. Sa population est de 28 500 habitants, ce qui en fait la troisième plus grande ville de la république turque de Chypre du Nord (ayant fait sécession en 1983) après Nicosie-Nord (Lefkoşa) et Famagouste (Gazimağusa).

## Histoire
Si la région est habitée depuis au moins le Néolithique, c'est une chronique du temps de Ramsès III (autour de -1100) qui mentionne pour la première fois la ville. Elle se développe dans les siècles suivants autour du commerce maritime, bénéficiant de la proximité des côtes d'Asie mineure (une épave du IVe siècle av. J.-C. a été découverte à proximité en 1967 et renflouée pour être exposée dans le musée du château). Elle est fréquemment évoquée dans les chroniques de l'Époque hellénistique, même si elle est alors sous la domination de sa voisine Lapithos. Nouveaux maîtres de l'île, les Romains y construisent un fort, qui sera renforcé par les Byzantins. Kyrenia continue à prendre de l'importance, la tendance s'accentuant lorsque Lapithos est détruite par les raids arabes en 806. 
Au temps des Lusignan, Kyrenia est le centre administratif et commercial de la partie nord de l'île, ses fortifications sont renforcées et les châteaux de Saint-Hilarion, Buffavento et Kantara ainsi que l'abbaye de Bellapais sont construits sur les hauteurs dominant la ville. La prise de contrôle de l'île par Venise (1489) entraîne de nouveaux travaux de fortification, ce qui n'empêche pas la ville d'être prise par les Ottomans en 1571.
Durant la période ottomane, Kyrenia décline peu à peu économiquement avant de connaître un nouvel essor avec l'ouvertures de nouveaux débouchés commerciaux au cours du XVIIIe siècle. Les Britanniques obtiennent de la Sublime-Porte l'usufruit de l'île en 1878, puis l'annexent en 1914, ils maintiennent son statut de capitale de province, même si le commerce maritime est affecté par le déclin des routes commerciales puis par la guerre gréco-turque. Kyrenia voit à cette époque les premiers hôtels se construire et le tourisme se développer. 
Après l'indépendance obtenue en 1960, les tensions persistent entre les communautés hellénophones et turcophones. Kyrenia est la première cible de l'Opération Attila lancée par l'armée turque le 20 juillet 1974 en réaction à un coup d'état pro-Énosis qui aboutit en moins d'un mois à une séparation de facto de l'île entre une partie nord revendiquée par la Turquie au nom des Turcophones de l'île et une partie sud à majorité hellénophone. En raison des exodes forcées menées par les armées des deux camps, les habitants hellénophones de la province de Kyrenia ont été forcés d'émigrer vers le Sud.

## Géographie
Située à moins de 100 km de la Turquie, sur la côte nord de Chypre, Kyrenia est dominée par la chaîne de Kyrenia et le massif du Pentadactylos, chaîne étroite et escarpée (max 1 024 m d'altitude) qui sépare la ville de la plaine de la Mésorée et de Nicosie.

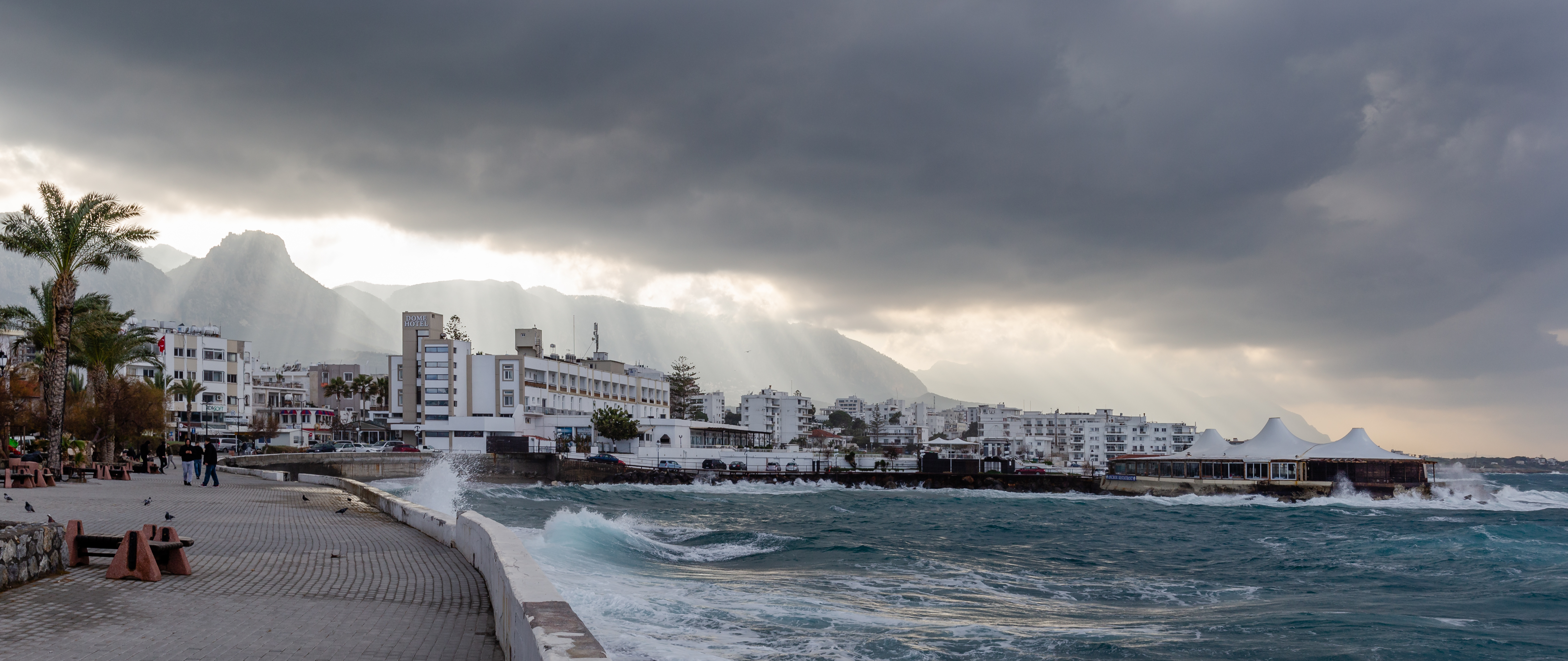
La côte à Kyrenia.
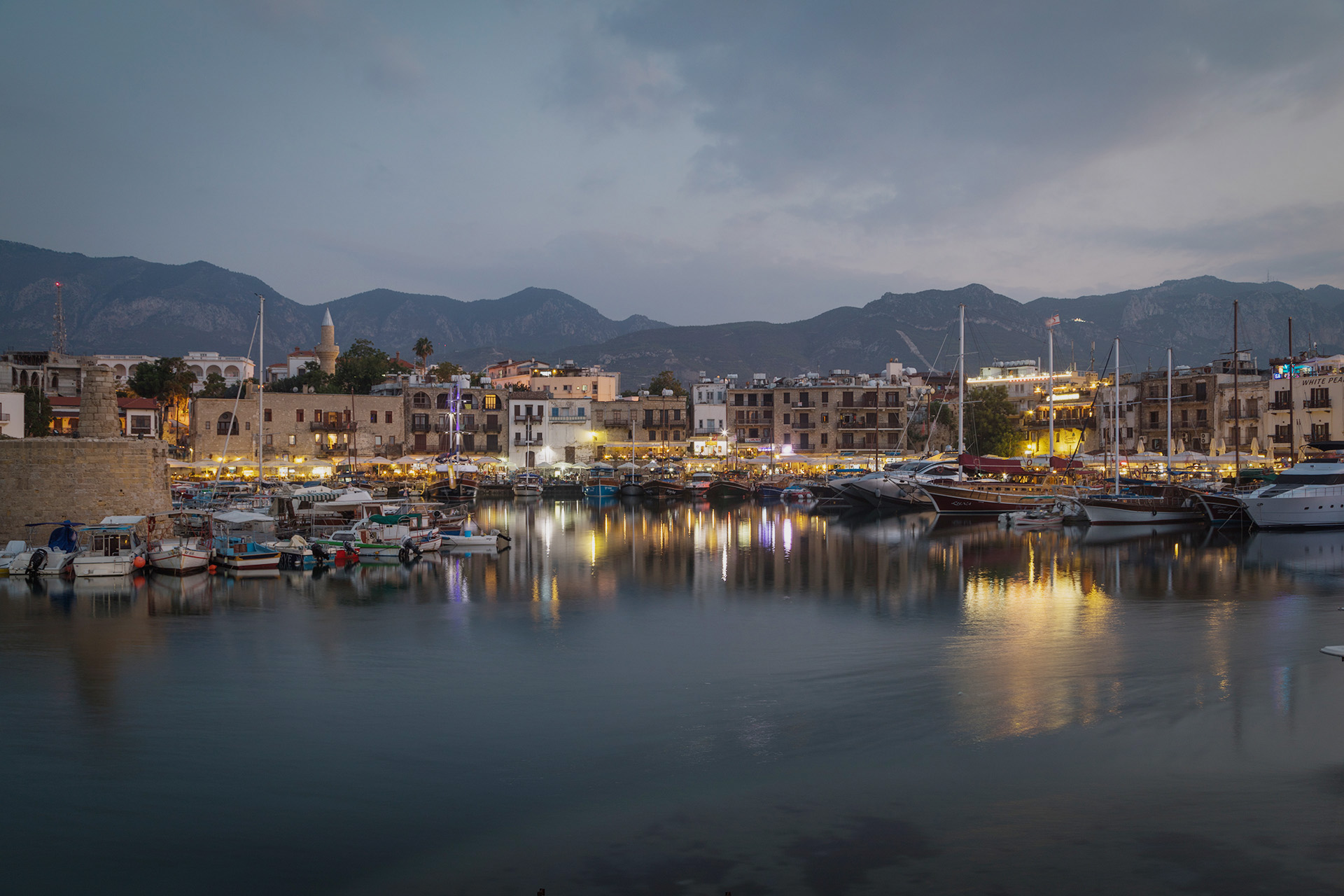
Vue sur le port.
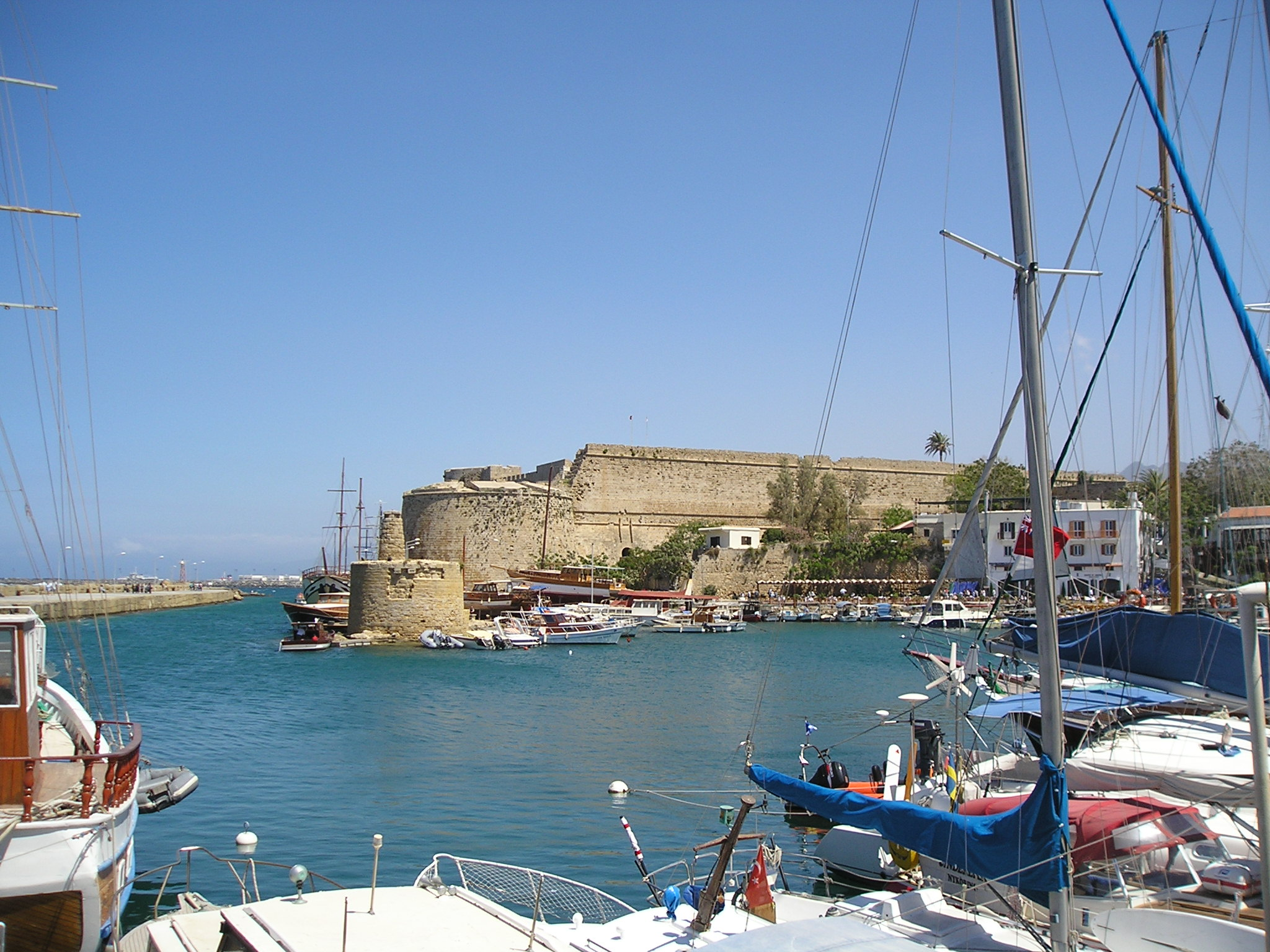
Le château.

## Source
- (en) Cet article est partiellement ou en totalité issu de l’article de Wikipédia en anglais intitulé « History of Kyrenia » (voir la liste des auteurs).